# Agaunum
Het Romeinse Agaunum, tegenwoordig bekend onder de naam Saint-Maurice (ook Saint-Maurice-en-Valais), in het zuidwestelijke Zwitserse kanton Wallis, was in de Romeinse tijd een kleinere nederzetting tussen de Rhône en de Walliser Alpen. Agaunum lag aan de veel bereisde weg van het Romeinse Genava, het tegenwoordige Genève, door de Alpen over de Grote Sint-Bernhardpas naar Italia. Dicht bij Agaunum is onlangs, op een nog steeds als zodanig herkenbare plaats achter de Abdij van Sint-Mauritius, een voormalige tempel gevonden, die gewijd was aan Mercurius, de god van de reizigers. Dit was op dezelfde plaats als die van de ontdekking van beenderen van naar men aannam christelijke martelaren in de tijd van Theodorus, bisschop van Octodurum (nu Martigny), die tussen 350 en 380 zijn ambt uitoefende.
Het hagiografische verhaal, dat deze verzameling menselijke beenderen, overblijfselen waren van een volledig Romeinse legioen, verklaart de cultus van het legendarische Thebaanse Legioen, slachtoffers van de Christenvervolging van keizer Maximianus, toen die een Legioen afkomstig uit Thebe liet martelen en ombrengen, omdat de soldaten weigerden te offeren aan de Romeinse goden. Het legioen werd ter plekke meerdere malen gedecimeerd en vervolgens werden de overlevenden alsnog ter dood gebracht en tot martelaren verheven. Volgens de legende was Sint-Mauritius de leider van het Thebaanse Legioen. Het verhaal, opgeschreven door Eucherius van Lyon omstreeks 454, is overgeleverd in een handschrift uit de 8e eeuw. Eucherius schreef:

Wij horen vaak, dat een bepaalde plaats of stad in ere wordt gehouden vanwege één enkele martelaar die daar stierf, en terecht omdat in elk geval de heilige zijn kostbare ziel aan de allerhoogste god gaf. Hoeveel meer dan moeten we deze heilige plaats, Agaunum, eerbiedigen, waar zo vele duizenden martelaren omwille van Christus met het zwaard zijn gedood.

Eucherius' verslag van de legende geeft aan dat het heiligdom met het reliekschrijn dat door Theodorus werd opgericht reeds in die tijd een basiliek was en een veelbezochte bestemming van pelgrims. Het lag binnen het bisdom van de bisschop van Sion. De daadwerkelijke vindplaats van de verzameling beenderen werd door de pelgrim aangehaald als de ware vindplaats de ‘vrai lieu’, een naam die het nog steeds draagt als ‘Verroliez’.
In 515 werd de basiliek het centrum van een klooster. Dit klooster werd op land gebouwd dat door koning Sigismund van Bourgondië werd geschonken. De Abdij van Sint-Mauritius in Agaunum was de belangrijkste abdij van het koninkrijk Bourgondië. In de 10e eeuw vestigden de Saracenen van Fraxinetum zelfs een buitenpost bij de abdij om de Alpenpassen te controleren. In 961 werden de overblijfselen van Mauritius en de andere martelaren op bevel van keizer Otto I naar de nieuwe kathedraal in Maagdenburg overgebracht. De Abdij van Saint-Maurice bleef echter belangrijk.